# Rhacocleis lusitanica
Rhacocleis lusitanica är en insektsart som först beskrevs av Bolívar, I. 1900.  Rhacocleis lusitanica ingår i släktet Rhacocleis och familjen vårtbitare. Inga underarter finns listade i Catalogue of Life.